# Mignon (biograf)
Mignon var en biograf med 182 platser på Linnégatan 64 i Göteborg, som startades 1 november 1941 av Ottar Edorson (1903–1996). År 1948 togs verksamheten över av Royalbiograferna, men 1961 tog Edorson hand om biografen igen tillsammans med husägaren. 1968 såldes Mignon till SF som drev den fram till nedläggningen 12 januari 1982.